# Ramal ferroviario Defferrari-Coronel Dorrego
El Ramal Defferrari - Coronel Dorrego pertenecía al Ferrocarril General Roca, Argentina. Era también conocido como el Ramal de la costa.

## Ubicación
Se hallaba en la provincia de Buenos Aires en los partidos de San Cayetano, Necochea, Tres Arroyos y Coronel Dorrego.
Tenía una extensión de 202 km entre el paraje Defferrari y la ciudad de Coronel Dorrego.

## Servicios
Era un ramal secundario de la red, no presta servicios de pasajeros ni de carga. Gran parte de sus vías están levantadas y sus terrenos fueron vendidos a particulares.

## Historia
El ramal fue construido por el Ferrocarril del Sud, en dos tramos. El primer tramo, entre las estaciones Deferrari y Orense, se inauguró el 1 de diciembre de 1910. El segundo, que cierra el circuito entre Lobería y Cnel. Dorrego, fue puesto en servicio el 19 de agosto de 1929. Quedó inactivo y fue clasurado hacia 1961, aunque a comienzos de la década de 1980 circuló un tren de emergencia, sobre vías ya muy deterioradas. La ruta Provincial 72 sigue aproximadamente la traza del ramal, parte de cuyas vías fueron desmanteladas precisamente para la construcción de esa ruta.